# Мечев Сергій Петрович
Сергій Петрович Мечев (Мєчов) (19 жовтня 1899, місто Чита, тепер Російська Федерація — ?) — радянський діяч, начальник Шляхового управління при Раді народних комісарів Української РСР. Кандидат економічних наук, доцент.

## Біографія
З лютого 1920 року служив у Червоній армії.
Член ВКП(б).
Перебував на відповідальній радянській роботі.
У 1938 — квітні 1946 року — начальник Шляхового (Дорожнього) управління при Раді народних комісарів Української РСР.
Учасник німецько-радянської війни з 1941 по 1944 рік. Служив у 529-му стрілецькому полку 163-ї стрілецької дивізії РСЧА. Воював на Південно-Західному, Сталінградському, Донському, 3-му Українському фронтах.
На 1947—1948 роки — директор Державного видавництва технічної літератури Української РСР (Укрдержтехвидаву).
На 1954—1964 роки — завідувач кафедри політичної економії, доцент Київського державного медичного інституту імені Богомольця. Був заступником голови правління Київського міського відділення Товариства «Знання».
Подальша доля невідома.
На 1985 рік — персональний пенсіонер.

## Військові звання
- інженер-майор

## Нагороди
- орден Трудового Червоного Прапора (19.04.1944)
- орден Вітчизняної війни II-го ст. (6.04.1985)
- ордени
- медаль «За оборону Сталінграда»
- медаль «За перемогу над Німеччиною у Великій Вітчизняній війні 1941—1945 рр.»
- Почесна грамота Президії Верховної Ради Української РСР (1964)